# 黄厂站
黄厂站是一个位于中国北京市朝阳区豆各庄地区黄厂村，属于北京地铁7号线的地铁车站，于2019年12月28日开通投入使用。

## 位置
車站位于朝阳区豆各庄乡黄厂村，规划黄厂路与规划黄厂西路之间，沿规划豆各庄南一路东西向设置，因邻近黄厂村而得名。黄厂村周围原为低洼盐碱地，因清代当地村民从盐碱中炼硝加工火药形成生产作坊，又因火药为黄色而称黄厂，民国时期则禁止私人加工火药，但黄厂村名仍被沿用。

## 结构
黄厂站为地下二层车站，岛式站台设计。
| 地面层          | 街道                          | A-D出入口                        |
| 地下一层 站厅层 | 站厅                          | 客务中心、自动售票机、进出站闸机 |
| 地下二层 站台层 |                               | █ 7号线往北京西站（焦化厂）      |
| 地下二层 站台层 | 岛式站台，左側開门            |                                  |
| 地下二层 站台层 | █ 7号线往环球度假区（郎辛庄） |                                  |

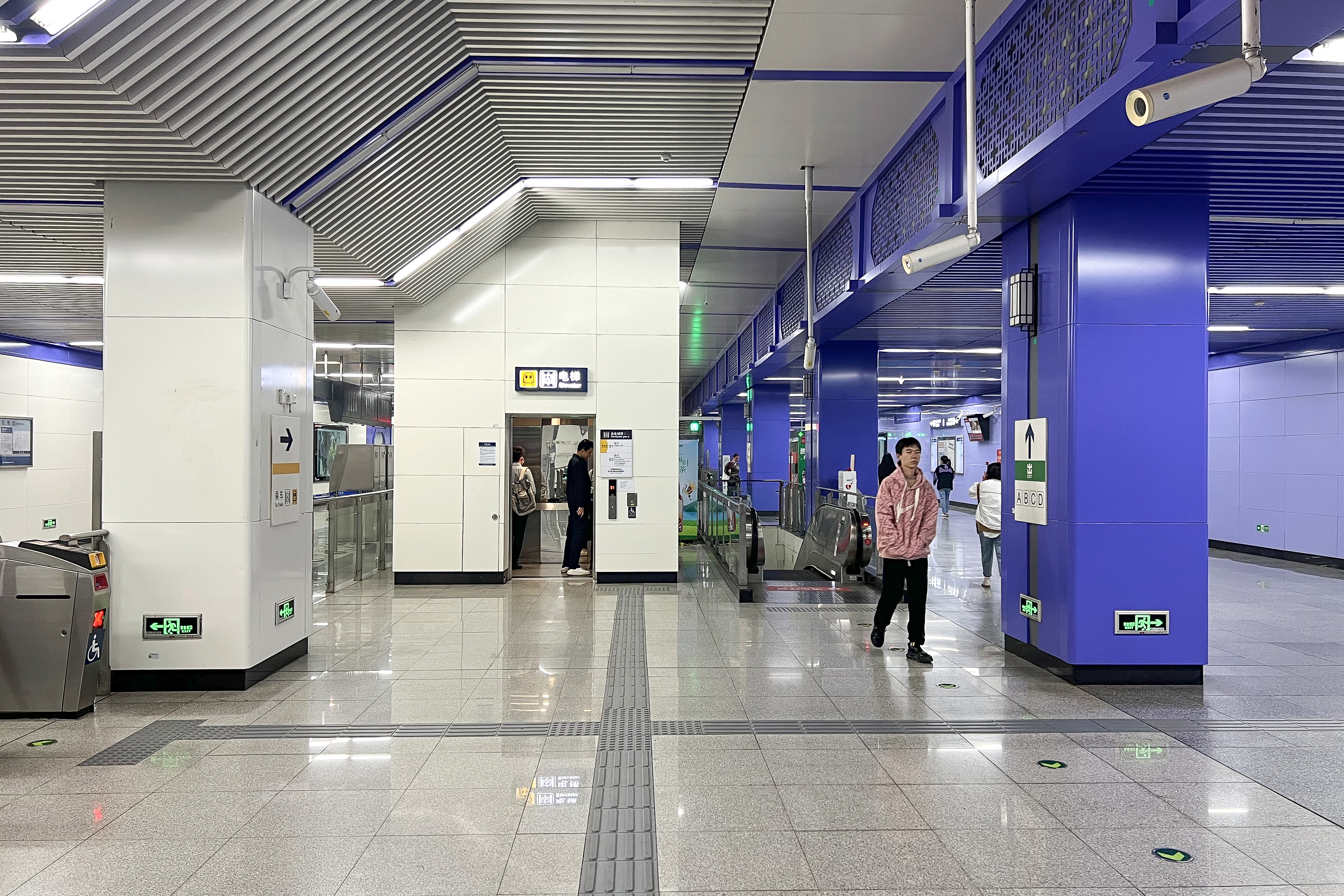
站厅

站厅设有壁画《集市童趣》，描绘了充满民俗风情的老北京市集场景，对各行各业的人物进行了生动精湛的刻画，带给乘客温情细腻的画面感受；同时，壁画清新明亮的暖橙色调与站内整体的紫色调形成一种和谐又对比的关系。不过在2022年7月，该壁画被网友指责风格怪异。

## 历史
本站工程名为黄厂村站。2019年5月，北京市规划和自然资源委员会提出7号线东延车站命名预案，拟将本站定名为黄厂站。2019年11月20日，本站正式定名为黄厂站。

## 出入口
|                       |        |                  |      |            |  |
| 编号                  | 指示   | 建议前往的目的地 | 图片 | 无障碍设施 |  |
| 出口 · A · 升降机标志 | 黄厂路 |                  |      |            |  |
| 出口 · B              |        | 富力又一城       |      | 不適用     |  |
| 出口 · C · 升降机标志 |        | 富力又一城       |      |            |  |
| 出口 · D              | 黄厂路 |                  |      | 不適用     |  |
| 註： 設有             |        |                  |      |            |  |